# Katholieke Kerk in Mayotte

Mayotte

De Katholieke Kerk in Mayotte is een onderdeel van de wereldwijde Rooms-Katholieke Kerk, onder het geestelijk leiderschap van de paus en de curie in Rome.
Ongeveer drie procent van de 186.000 inwoners van Mayotte is lid van de Katholieke Kerk.
Het Frans overzees departement is niet ingedeeld in bisdommen maar vormt (sinds 1 mei 2010) samen met de Comoren het apostolisch vicariaat Archipel van de Comoren. Apostolisch vicaris is bisschop Charles Mahuza Yava. De bisschop is samen met collegas uit Mauritius, Réunion en de Seychellen lid van de bisschoppenconferentie van de Indische Oceaan. President van de bisschoppenconferentie is Denis Wiehe, bisschop van Port Victoria (Seychellen).

## Indeling
- Apostolisch vicariaat
  - Apostolisch vicariaat Archipel van de Comoren